# Nina Marković-Khaze

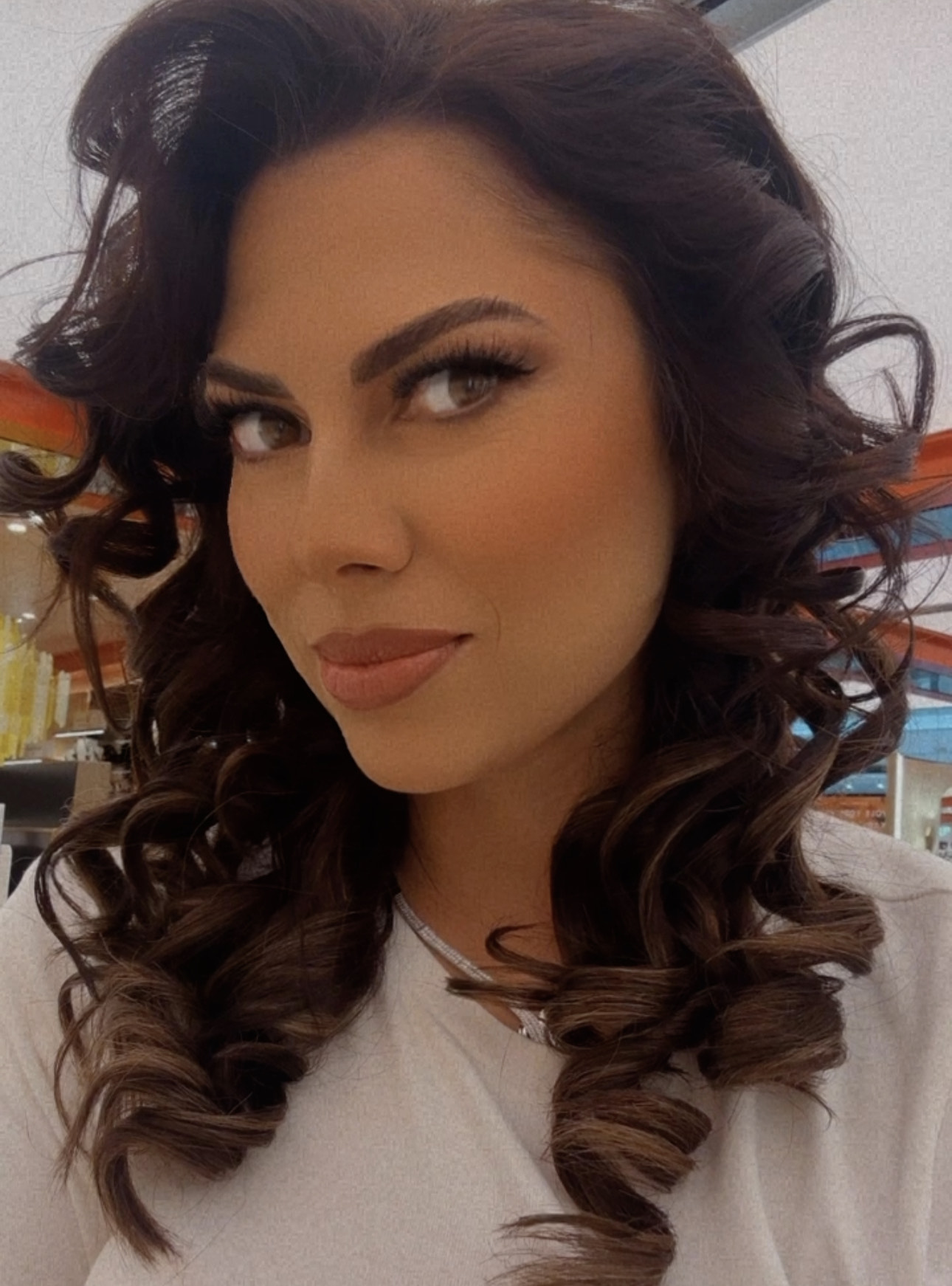
Nina Marković-Khaze

Nina Marković Khaze (serbisch-kyrillisch Нина Марковић Казе; * 20. Juli 1983 in Belgrad) ist eine serbische Wissenschaftlerin, politische Analystin, Journalistin und Dichterin, die in Sydney lebt.

## Biografie
Khaze Marković wurde in der Hauptstadt Serbiens geboren. Sie wuchs dort auf und besuchte die Grundschule. Sie lebt seit 1999 in Australien und machte ihren Highschool-Abschluss in Perth. Sie erhielt ihren Bachelor- und Master-Abschluss in Diplomatie und Italianistik und promovierte anschließend in Politikwissenschaft an der Australian National University. Das Thema ihrer Doktorarbeit war „Historischer Querschnitt der diplomatischen Beziehungen zwischen Serbien und der Europäischen Union“.
Sie war ab 2007 Mitarbeiterin im australischen Parlament als politische Beraterin für den Balkan und den Nahen Osten und Präsidentin der European Studies Association of Australia and New Zealand. Heute ist sie Kommunikationsdirektorin bei einer legalen Einwanderungsfirma, Journalistin für das serbischsprachige Programm von SBS Radio und Mitglied des Vorstands der Australasian Association for Communist and Post-Communist Studies.
Sie ist Mitbegründerin und Vorstandsmitglied des Serbischen Rates Australiens (englisch Serbian Council of Australia – SCOFA), einer politisch aktiven Vereinigung der Serben in diesem Land. Sie war Vertreterin des Rates bei Treffen mit Vertretern der australischen Regierung, lokalen Institutionen und Medien zu wichtigen Themen der serbischen Diaspora in Australien.

## Werke

### Wissenschaftliche Veröffentlichungen
- Uloga i uticaj Rusije na Balkanu u 21. veku. In: Sveske, Vol. XXII (101), S. 108–117 (Mali Nemo, Pančevo, 2011)
- The role of pro-reform civil society in Serbia’s accession to the EU: oppositional discourses, watchdog role and EU advocacy. In: Australian and New Zealand Journal of European Studies, Vol. 10 (3), S. 24–48 (= Australian and New Zealand Journal of European Studies, 2018)
- The Challenge of 'Mega-truths' and Collective Memory in Historical Research – the Congress of Berlin (1878) as a Case Study. In: Metodološki izazovi istorijske nauke, S. 221–236 (Kosovska Mitrovica, Philosophischen Fakultät der Universität Prishtina, 2018) Herausgeber: Zdravko Deletić und Dalibor Elezović.
- The importance of understanding national-ethnic narratives in Kosovo for peace negotiations. In: Hronotop Kosova i Metohije u nauci i umetnosti, S. 119–129 (Leposavić, Institut für serbische Kultur, 2018) – Herausgeber: Dragan Tančić, Jasmina Ahmetagić und Dalibor Elezović.
- European Diplomacy in Crisis Lessons – From the Congress of Berlin of 1878. In: Reform, Revolution and Crisis in Europe – Landmarks in History, Memory and Thought (Routledge, 2019) – Herausgeber: Bronwyn Winter und Cat Moir.
- ‘Fleeing Communism’ – Yugoslav and Vietnamese Post-war Migration to Australia and Changes to Immigration Policy. In: 30 Years since the Fall of the Berlin Wall, S. 405–425 (Springer Singapore, 2020) – Mitverfasser: Adam Khaze; Herausgeber: Alexandr Akimov und Gennadi Kazakevitch.
- The EU's stability-democracy dilemma in the context of the problematic accession of the Western Balkan states. In: Journal of Contemporary European Studies, Vol. 29 (2), S. 169–183 (Routledge, 2021) – Mitverfasser: Nicholas Ross Smith und Maja Kovačević.
- Is China's rising influence in the Western Balkans a threat to European integration?. In: Journal of Contemporary European Studies, Vol. 29 (2), S. 234–250 (Routledge, 2021) – Mitverfasser: Steven Wang.
- Perceptions of the EU in the Western Balkans Vis-à-vis Russia and China. In: European Foreign Affairs Review, Vol. 27 (1), S. 81–108 (Wolters Kluwer, 2022).

### Sonstige Veröffentlichungen
- Europe's big bonds and the prospect of a boon for Australia (The Interpreter, Lowy Institute, 2020) – Mitverfasser[5]
- Trump's gambit in the Balkans (The Interpreter, Lowy Institute, 2020) – Mitverfasser[6]
- Russia-US relations in 2021: Key things to watch out for (The Interpreter, Lowy Institute, 2021) – Mitverfasser[7]
- The Balkans are China's New Gateway to Europe (Australian Institute of International Affairs, 2021)[8]
- Non-aligned movement 2.0: a view from Australia (Serbian Monitor, 2021)[9]
- There is life in the Non-Alignment Movement yet (The Interpreter, Lowy Institute, 2021)[10]
- Power plays: the growing competition to fuel energy transitions (The Interpreter, Lowy Institute, 2022)[11]

### Belletristik
- N. Marković-Khaze: Kreuzung. Sigra Star, Belgrad 2010, ISBN 978-86-88167-00-0.
- N. Marković-Khaze: Weck mich nicht auf, während ich träume. Sigra Star, Belgrad 2015, ISBN 978-86-88167-02-4 (englisch).